# Спілка української молоді Галичини
Спілка української молоді Галичини (СУМГ) — українська підпільна організація, яка проголосила своєю метою боротьбу проти змосковщення України та за Самостійну соборну суверенну Україну. Члени «СУМГ» Законом України «Про правовий статус та вшанування пам'яті борців за незалежність України у XX столітті» визнані борцями за незалежність України.

## Історія

###### Заснування
Спілка української молоді Галичини була створена 31 січня 1972 р. в селищі Печеніжин Коломийського району Івано-Франківської області. Спочатку організацію назвали «Союз вільних комуністів», однак приблизно в липні 1972 р. вона була перейменована у Спілку української молоді Галичини.
Засновником та керівником був Дмитро Гриньків, слюсар-складальник Коломийської пересувної механізованої колони № 67 та студент заочного відділення вишу. До СУМГ входили також його друзі та односельці: студент Львівського політехнічного інституту Роман Чупрей, робітник Василь-Іван Шовковий (у його хаті в й відбулися перші збори групи), інженер Дмитро Демидів, Василь Михайлюк, студент Івано-Франківського педагогічного інституту Федір Микитюк, робітник, студент Снятинського культосвітнього училища Микола Мотрюк. Середній вік членів Спілки на час її створення, становив 23 роки. Всі учасники групи склали присягу: «Я клянуся на вірність ідеям України, за які боролися тисячі людей і вмирали, і зберегли цю ідею в своїх серцях. То ж і ми збережімо цю ідею, бо будемо боротися, доки б'ються наші серця і скільки буде нашої сили».
Кожен член СУМГ був зобов'язаний залучати нових людей до спілки. У лютому у СУМГ вступили Любомир Чупрей (брат Романа), робітники Василь Кузенко та Іван Мотрюк. Улітку був прийнятий вчитель Василь Гриньків, восени — студент Львівської політехніки Богдан Романишин.
На зібранні в травні Демидів узяв на себе обов'язки керівника ідеологічного відділу та написання програми організації. Шовковий очолив службу безпеки.
За час існування «СУМГ» кількість членів досягла 12 осіб.
Восени 1972 члени СУМГ поклали в Печеніжині вінок із синьо-жовтою стрічкою до пам'ятника Олексі Довбушу з нагоди річниці його загибелі.

###### Діяльність
Організація уявляла собі майбутню Україну як незалежну соціалістичну державу (на кшталт Польщі або Чехословаччини). Члени СУМГ вважали, що досягати цього можна шляхом ідеологічної боротьби, але не виключали і збройної боротьби.
СУМГ була організована на зразок бойових загонів УПА. Її члени проводили зібрання в лісі та в горах. Кожний член організації мав псевдонім.
Гриньків давав кожному завдання у письмовому вигляді. Члени організації збирали відомості про діяльність УПА, пісні та розповіді про УПА, літературу з історії національно-визвольних змагань. Вони вивчали настрої студентів, вербували нових членів організації.
Шукали зброю — Д. Гриньків казав, що це потрібно, щоб у разі необхідності захистити себе і свою родину. Сам він того часу очолював комітет ДТСААФ підприємства, і мав можливість навчати стрільби членів організації як легально, так і на нелегально — у горах. Д. Гриньків викрав два будівельні пістолети, які Шовковий мав переобладнати для стрільби з однієї руки. Також члени групи викрали малокаліберну ґвинтівку, карабін і магнітофон (для запису радіопередач та своїх виступів).
Д. Гриньків та Демидів розробляли статут і програму СУМГ, але прийняти їх члени організації не встигли:
Члени організації провели десять зібрань та збиралися провести з'їзд усіх членів СУМГ у лютому 1973 р. Демидіву, Чупрею, та Шовковому було доручено законтактувати з іншими схожими групами, але вони цього не встигли зробити.

###### Арешти та суд
Група була розкрита КГБ після того, як на неї доніс гравер Тарас Стадніченко, який вступив в СУМГ 1 листопада 1972 р. Гриньків попросив його написати назву на заготовці печатки організації. Після доносу Стадніченко одержав у КДБ завдання збирати інформацію про засідання СУМГ і провокувати учасників організації до активних дій, щоб зловити їх на гарячому.
Діставши сигнали про це із всвоїх джерел, Гриньків спеціально задля «стукача» скликав збори, на яких було розіграно саморозпуск організації. Д. Гриньків розпорядився кожному знищити в себе все підозріле, що можуть знайти у випадку обшуків, однак це лише пришвидшило арешти.
12-14 березня 1973 р. до КДБ поступили заяви від кількох громадян, що на території Коломийського району діє підпільна антирадянська націоналістична організація, керівником якої є Д. Гриньків. На підставі цих заяв 14 березня 1973 р. Управління КДБ у Івано- Франківській області порушило кримінальну справу стосовно Д. Гриньківа. 15 березня 1973 р. були заарештовані Д. Гриньків, Шовковий, Мотрюк, затриманий і через два дні, 17 березня, заарештований Чупрей. 13 квітня був заарештований Демидів. В Д. Гриньківа було проведено обшук, підчас якого вилучено заготовку печатки та одне письмове доручення, а також патрони до малокаліберної ґвинтівки. Того ж дня він здав зброю, яку зберігав на роботі.
Слідчі КГБ винуватили учасників групи у «зраді батьківщини» (ст. 56 Кримінального кодексу УРСР), погрожували їм смертною карою або 15-річним ув'язненням. Згодом слідства справа була перекваліфікована на ст. 62 ч.1 (ан- тирадянська агітація і пропаганда), 64 (створення антирадянської організації), 81 ч.2 (викрадення державного майна), 140 ч.2 (крадіжка), 223 ч.2 (викрадення зброї та амуніції).
Судове засідання над членами групи тривало три дні та проходило у закритому режимі — родичів допустили тільки на виголошення вироку. Івано-Франківський обласний суд 9 серпня 1973 р. засудив Д. Гриньківа до 7 років таборів суворого режиму та 3 роки заслання, Демидіва та В.-І.Шовкового — до 5 років ув'язнення, Мотрюка та Чупрея — до 4 років.